# Perxylobates taidinchani
Perxylobates taidinchani är en kvalsterart som beskrevs av Sandór Mahunka 1976. Perxylobates taidinchani ingår i släktet Perxylobates och familjen Protoribatidae. Inga underarter finns listade i Catalogue of Life.